# Guangde, Guangdong
Guangde är en köping i sydöstra Kina. Den ligger i Dabu härad i staden Meizhou i provinsen Guangdong, omkring 370 kilometer öster om provinshuvudstaden Guangzhou. Antalet invånare är 19 128. Befolkningen består av 9 615 kvinnor och 9 513 män. Barn under 15 år utgör 23,0 %, vuxna 15-64 år 64 %, och äldre över 65 år 11,0 %.